# Gingoog
Gingoog – miasto na Filipinach, w regionie Mindanao Północne, w prowincji Misamis Oriental.